# Smrekovica (Velká Fatra)
Smrekovica (1530 m n. m.) je hora ve Velké Fatře na Slovensku. Nachází se v rozsoše vybíhající východním směrem z vrcholu Skalná Alpa (1463 m), která leží v tzv. Liptovském hřebeni. Na severu klesají svahy hory do doliny Vyšné Matejkovo, na východě do údolí Revúce a na jihu do doliny Skalné. Celý masív je hustě zalesněn a neposkytuje žádné výhledy. Vrcholem prochází hranice NP Velká Fatra.

## Přístup
- po neznačených lesních cestách z údolí Revúce nebo od horského hotelu Smrekovica